# 羅伯特·艾克爾伯格
羅伯特·勞倫斯·艾克爾伯格（英文：Robert Lawrence Eichelberger，1886年3月9日—1961年9月26日）美國陸軍上將，為第二次世界大戰期間美國第八軍團首任司令，曾參與了新幾內亞戰役，荷蘭地亞侵入戰，以及菲律賓戰役，並在戰後率領第八軍團擔任日本佔領軍的任務。

## 早年生活
艾克爾伯格出生在俄亥俄州厄巴纳，1905年－1906年間就讀於俄亥俄州立大學，1907年進入西點軍校，1909年畢業，任步兵少尉。擔任尉級軍官期間，曾先後服役於巴拿馬與美墨邊境。第一次世界大戰後，艾克爾伯格以臨時少校的官階參加了美國西伯利亞遠征軍的行動，擔任遠征軍指揮官威廉·葛拉福斯（William S. Graves）少將的情報官，並在一次蘇共攻擊一個美軍排中，因奮勇作戰而獲得了優異服務十字勳章。此外，身為情報官，他發現白軍政權無法獲得蘇聯百姓的支持，讓遠征軍得以儘早撤回，避免了陷入泥淖的困境，因此又獲得了優異服務勳章。在這個遠征行動中，由於日本陸軍與美軍部隊一同行動，艾克爾伯格對日本陸軍軍官留下深刻的印象，也因此讓艾克爾伯格開始研究日本陸軍的戰術思想。
結束菲律賓與中國的海外勤務後，艾克爾伯格先於1926年自陸軍指揮參謀學校結訓，之後於1930年再從陸軍戰爭學院畢業。1935年7月調到陸軍部，並在陸軍參謀長麥克阿瑟將軍麾下工作。1938年11月升上校，任第30步兵團團長。1940年11月升准將，並被任命為西點軍校校長。

## 第二次世界大戰

### 新幾內亞行動

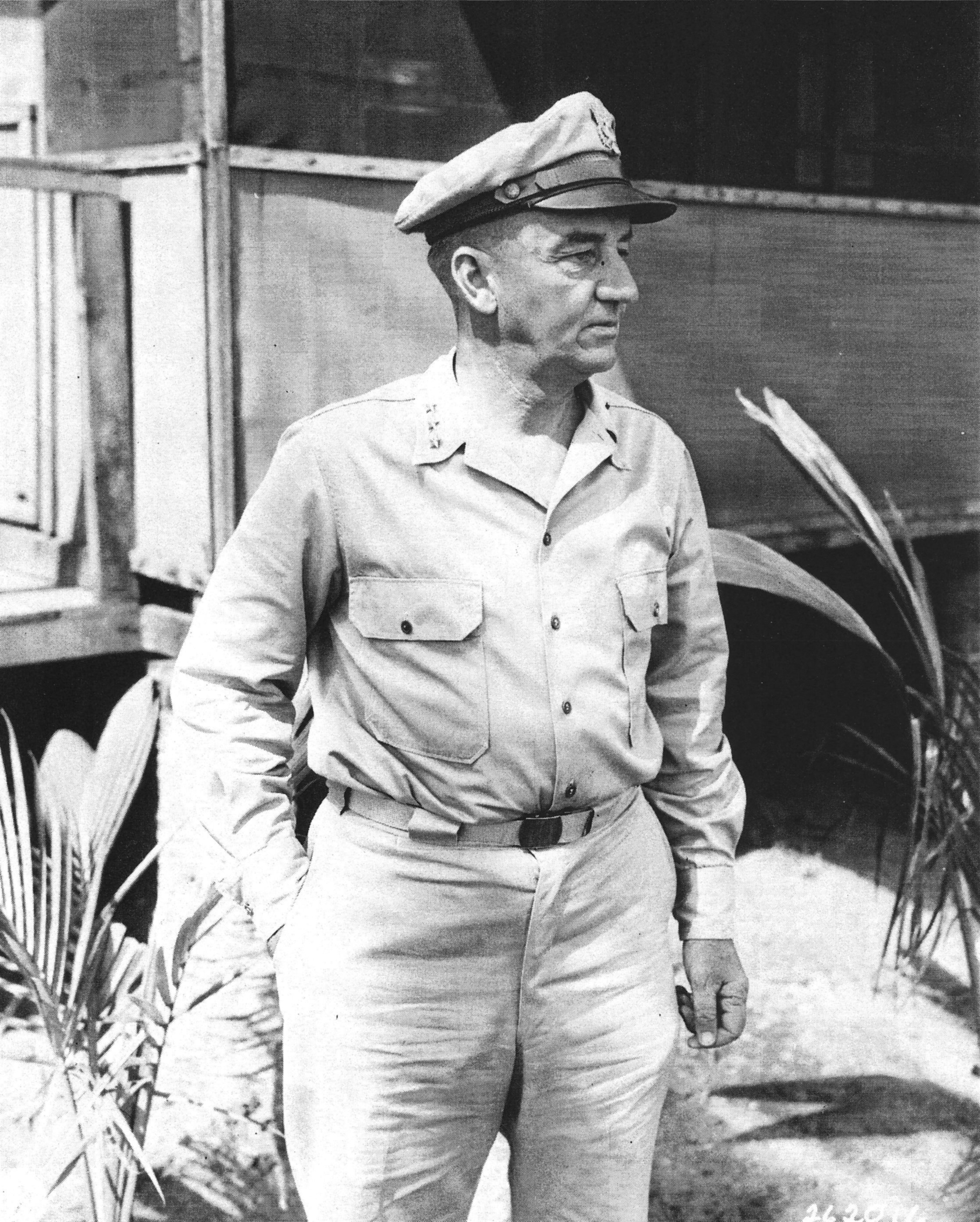
羅伯特

1942年3月，艾克爾伯格晉升少將，並接掌第77步兵師，同年6月後接掌第1軍軍長，8月前往澳洲，受麥克阿瑟將軍節制。艾克爾伯格於10月晉升中將。在布納－戈納戰役中，由於美軍第32步兵師在進攻布納時不力，麥克阿瑟將軍遂令艾克爾伯格中將趕赴前線，並給予以下指令：
鮑伯，我要你到布納指揮，解除哈定少將的指揮權，我要你把那些不願意作戰的軍官通通解職，把那些團、營指揮官通通撤職，如果必要的話，叫中士們接管營指揮權，步兵連交給下士們．．．．鮑伯，我要你拿下布納，不然你就不用活著回來見我，這對你的幕僚們一體適用。 
艾克爾伯格中將於1942年12月2日抵達前線後，的確將許多第32步兵師的資深軍官撤職，使得他在第32師的軍官中得到了「殘忍的普魯士人」的稱號。但他也讓第32師重新揮復戰鬥力，並於12月14日攻克布納。之後艾克爾伯格中將率領美澳聯軍，在1943年初肅清了新幾內亞的日軍殘部。

### 荷蘭地亞侵入戰

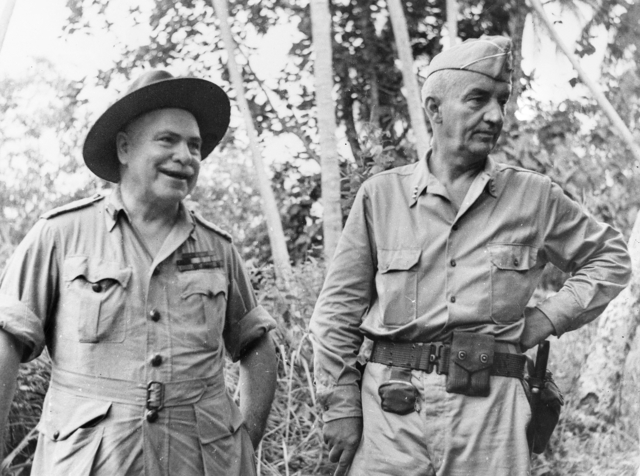
左為澳大利亞元帥·布來梅湯馬士和右羅伯特

布納戰後，艾克爾伯格中將負責訓練美澳聯軍，並於1944年4月開始指揮第24與第41步兵師參與了荷蘭地亞侵入戰。在比亞克島戰役中，艾克爾伯格中將又解除了第41步兵師師長荷瑞斯·富勒（Horace H. Fuller）少將的職務，並利用側翼迂迴戰術使得比亞克島上的三座空軍基地維持運作。因為這項戰績，麥克阿瑟將軍於1944年9月，將艾克爾伯格中將升任為新成立的第8軍團司令，並接替第6軍團在新幾內亞，新不列顛島，阿德默勒爾蒂群島等地的任務。

### 菲律賓戰役到佔領日本
1944年10月菲律賓戰役以雷伊泰侵入戰展開序幕，第8軍團於12月接替第6軍團在雷伊泰島的防務，並派出第11軍進入呂宋島，之後與第6軍團的第1軍和第14軍聯合攻佔馬尼拉。1945年2月底第8軍團開始侵入中部的明多洛島，3月開始分別登陸維薩亞斯島與民答那峨島，並持續作戰到日本宣佈投降。日本投降後，第8軍團奉命擔任佔領軍的任務，第一批部隊於8月30日抵達。軍團司令部設於橫濱稅關本廳舍，後來移至東京千代田區的第一生命保險大廈。轄下的第24步兵師占領九州與四國兩島，第1騎兵師占領本州，第11空降師佔領北海道。1946年初，日本本島的佔領任務全交由第八軍團負責。

## 退休
擔任三年的佔領軍地面部隊指揮官後，艾克爾伯格中將於1948年9月卸任，退休返美。為表彰第二次世界大戰中許多美軍將領的功積，美國國會於1954年通過一項特別法案（Public Law 83-508），將一些已退休，甚至陣亡／過世的美軍中將晉升為上將。艾克爾伯格中將亦在名單之列。艾克爾伯格上將於1961年9月26日病逝於北卡羅來納州阿什維爾市，安葬於阿靈頓國家公墓。將軍的妻子，艾瑪琳·艾克爾伯格（Emmaline G. Eichelberger，1888年8月12日—1972年2月11日）過世後與丈夫合葬。

## 逸聞
日本突襲珍珠港後，許多美國軍官把他們獲自日本的勳章，交給陸軍航空軍掛在炸彈上「退還」回去。有人曾問艾克爾伯格是否也要這麼做時，「見鬼了！不要，」他說：「我要親自把勳章送回去。」

## 註解
1. ↑  Crop譯為軍，Army譯為軍團
2. ↑  Robert簡稱為Bob
3. ↑  Edwin F. Harding，西點軍校1909年班，是艾克爾伯格的同學
4. ↑   Thomas M. Huber. . U.S. Command and General Staff College.   [2008-02-17]. （原始内容存档于2007-01-01）.
5. ↑  Uncle Bob （页面存档备份，存于）－Time magazine （英文）
6. ↑  西點軍校1909班，又是艾克爾伯格的同學
7. ↑  "Hell, no, I'm going to take them back myself."，同 [5]

## 外部連結
- Robert Lawrence Eichelberger General, United States Army （页面存档备份，存于）－Alington National Cemetery （英文）
- ROBERT LAWRENCE EICHELBERGER, General, USA－CGSC Hall of Fame，Command and General Staff College （英文）
- Eichelberger, Robert Lawrence (1886-1961) （页面存档备份，存于）－The Pacific War Online Encyclopedia （英文）